# Pausenkatzen
Pausenkatzen ist ein 28-minütiger Film, der 1970 beim Hessischen Rundfunk als Pausenfüller entstand. Gedreht wurde der Film von der Schriftstellerin Eva Demski, die zu dieser Zeit Kulturredakteurin beim Hessischen Rundfunk war.
Der Kurzfilm wurde in unterschiedlich langen Abschnitten in Programmpausen des hr-fernsehens und nach hr-Sendungen im Ersten Programm gezeigt. In Randzeiten des Programms zeigt der Hessische Rundfunk noch heute Sequenzen der Pausenkatzen (einen Ausschnitt von ungefähr sechs Minuten, in Schleife laufend und auf Breitbildformat gekappt) unter dem Namen hr-Katzen.

## Inhalt
Der Film zeigt in verschiedenen Schnitten einen Wurf spielender Jungkatzen. In einigen Sequenzen ist auch kurz das Alttier zu sehen, das den Jungen vom Rand der Szene zuschaut. Als Umgebung dient eine aus Würfeln zusammengebauten Pyramide in einem ansonsten leeren Studio. In die Würfel sind die Buchstaben „h“ und „r“ gesägt, das Logo des Hessischen Rundfunks. Musikalisch unterlegt ist der Film mit dem „Wild Cat Blues“ von Fats Waller in einer Version von Henry Arland, Klarinette, zusammen mit dem Orchester Hans Bertram aus der Polydor-Produktion „Clarinet Fascination“ von 1972.

## Hintergrund
Die Jungkatzen entstammten einem Frankfurter Tierheim, wo sie nicht betreut werden konnten und daher eingeschläfert werden sollten. Eva Demskis Vater Rudolf Küfner, der als Bühnenbildner beim Hessischen Rundfunk arbeitete, nahm sich der Tiere an. Daraus entstand die Idee für den Kurzfilm, der als Low-Budget-Film gedreht wurde.
Nachdem Pausenkatzen die ersten Male gesendet worden war, riefen viele Zuschauer beim Hessischen Rundfunk an, sodass die Jungkatzen an Katzenfreunde vermittelt werden konnten. Daraus entstand die Idee zu der Sendereihe „Herrchen gesucht“.

## Neuauflage 2015
Anlässlich der IFA 2015 produzierten hr und Eutelsat eine Neuauflage der Pausenkatzen in UHD-Auflösung. Der neue Film war ab dem 3. September auf dem UHD-Demokanal 4k1 in HEVC zu sehen. Die Premiere der neuen Pausenkatzen im hr-Fernsehprogramm fand am 7. Dezember 2015 statt. „Auch die Musik ist neu – von der hr-Bigband komponiert und eingespielt.“